# 대가초등학교 (경북)
대가초등학교는 대한민국 경상북도 성주군 대가면 옥련리에 있는 공립 초등학교이다.

## 학교 연혁
- 1935년 10월 1일 대가공립보통학교(4년제) 개교(설립인가 9월 18일)
- 1938년 4월 1일 대가공립심상소학교로 개칭
- 1940년 4월 1일 6년제 승격
- 1941년 4월 1일 대가공립국민학교로 개칭
- 1981년 3월 1일 병설유치원 개원
- 1996년 3월 1일 대가초등학교로 개칭
- 1999년 3월 1일 금수초등학교 폐교 통합
- 1999년 9월 1일 대서초등학교 폐교 통합
- 2000년 9월 30일 후관 특별실 준공
- 2003년 3월 1일 대성초등학교 폐교 통합
- 2016년 9월 1일 제27대 이영숙 교장 부임
- 2017년 2월 10일 제78회 7명 졸업 (총 4919명)
- 2017년 3월 1일 5학급 편성(37명)
- 2018년 2월 9일 제79회 11명 졸업 (총 4930명)
- 2018년 3월 1일 4학급 편성(31명)

## 참고 자료
- 대가초등학교 - 한국교육학술정보원 학교알리미